# Kościół św. Jana Chrzciciela w Przeciszowie
Kościół św. Jana Chrzciciela w Przeciszowie (wł. pw. Narodzenia św. Jana Chrzciciela) – kościół parafialny parafii Narodzenia św. Jana Chrzciciela w Przeciszowie. Został wpisany do rejestru zabytków nieruchomych w 1971 roku.
Jednonawowy murowany kościół wybudowany został w latach 1816-1823 według projektu Józefa Heintzego w tzw. stylu józefińskim, odmianie późnego baroku z elementami klasycyzmu, z charakterystyczną kwadratową wieżą zakończoną cebulastym hełmem. Kościół jest bogato uposażony. Oprócz ołtarza głównego znajdują się w nim dwa boczne: św. Rodziny i Najświętszego Serca Pana Jezusa. Ołtarze są ozdobione rzeźbami, figurkami i obrazami. W kościele znajdują się również obrazy Męki Pańskiej, św. Łucji, Matki Boskiej Cudownej (umieszczony tam po przeniesieniu z kapliczki w 2003) oraz organy na miejscu starszych z 1872. Cennymi obiektami są drewniana chrzcielnica z XVI wieku oraz ambona z XIX wieku, która wcześniej znajdowała się ona w klasztorze dominikanów w Oświęcimiu; podobne ambony w kształcie łodzi posiadają kościoły w Tyńcu i Osieku. W ołtarzu głównym znajduje się słynący łaskami obraz Matki Boskiej Przeciszowskiej. W roku 2020 został przeprowadzony gruntowny remont wnętrza kościoła. Między innymi zostały zamontowane nowe ławki oraz została ściągnięta boazeria, zamontowano nowe lampy oświetlające ołtarz.